# 1 Police Plaza
Le One Police Plaza (abrégé 1PP) est le quartier général du New York City Police Department, situé sur Park Row dans le quartier de Civic Center, à Manhattan, près de l'hôtel de ville de New York et du pont de Brooklyn. Le 1PP remplace l'ancien siège du NYPD situé au 240 Centre Street, à environ 1 milles (1,6 km) plus au nord.

## Description
À l'instar de l'hôtel de ville de Boston, le One Police Plaza est construit sur un plan rectangulaire et prend la forme d'une pyramide inversée. Ce bâtiment brutaliste de 13 étages est conçu par Gruzen and Partners en 1973. Un projet d'agrandissement de 22 000 pieds carrés (2 044 m2) est achevé en 2011. Bien que le projet n'ajoute aucun étage au bâtiment et ne prévoit aucune hausse d'effectif au NYPD, il met à disposition des ordinateurs et du matériel supplémentaires. Des résidents mécontents de Lower Manhattan se rassemblent près du One Police Plaza le 27 août 2008 pour protester contre ce projet, et les locataires de trois copropriétés voisines font ouvrir un dossier judiciaire pour contraindre le NYPD à réaliser des expertises de terrain. 
Au huitième étage du 1PP se trouve le Real Time Crime Center, un réseau informatique anti-criminalité disposant d'un vaste moteur de recherche permettant aux détectives de renseigner les officiers de police sur les terrains d'enquêtes. Le Major Case Squad et la Technical Assistance Response Unit (TARU) se trouvent aussi au 1PP.
Au deuxième étage, une pièce surnommée The Shack sert de bureau aux journalistes, dont l'Associated Press, le New York Daily News, le New York Post, le New York Times, Newsday, le Staten Island Advance, El Diario La Prensa (en), NY1 News et WINS Radio. Le bureau du vice-commissaire de l'information publique (DCPI) se trouve au treizième étage, tandis que le bureau du Commissaire de police de New York (en) occupe le « quatorzième étage ».

## Images

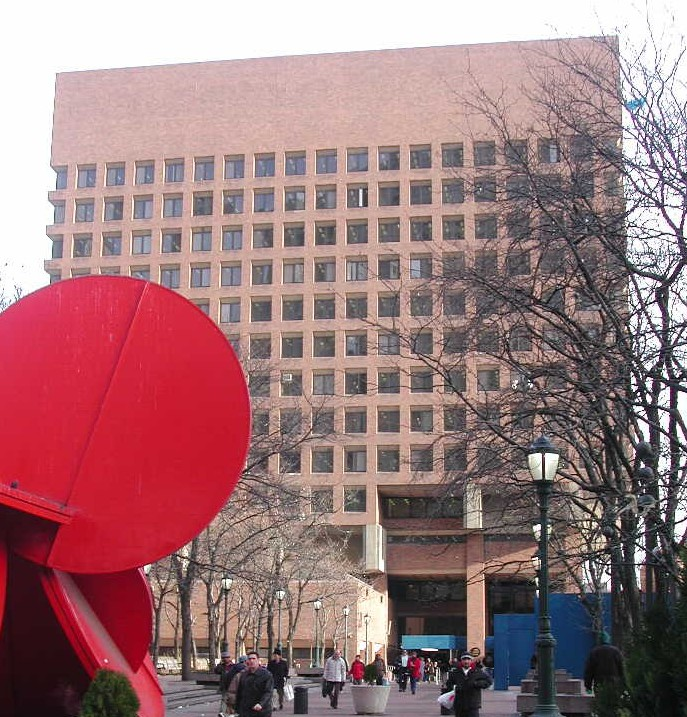
La sculpture 5 in 1 (en) (plop art (en)) de Tony Rosenthal (en) devant le 1 Police Plaza
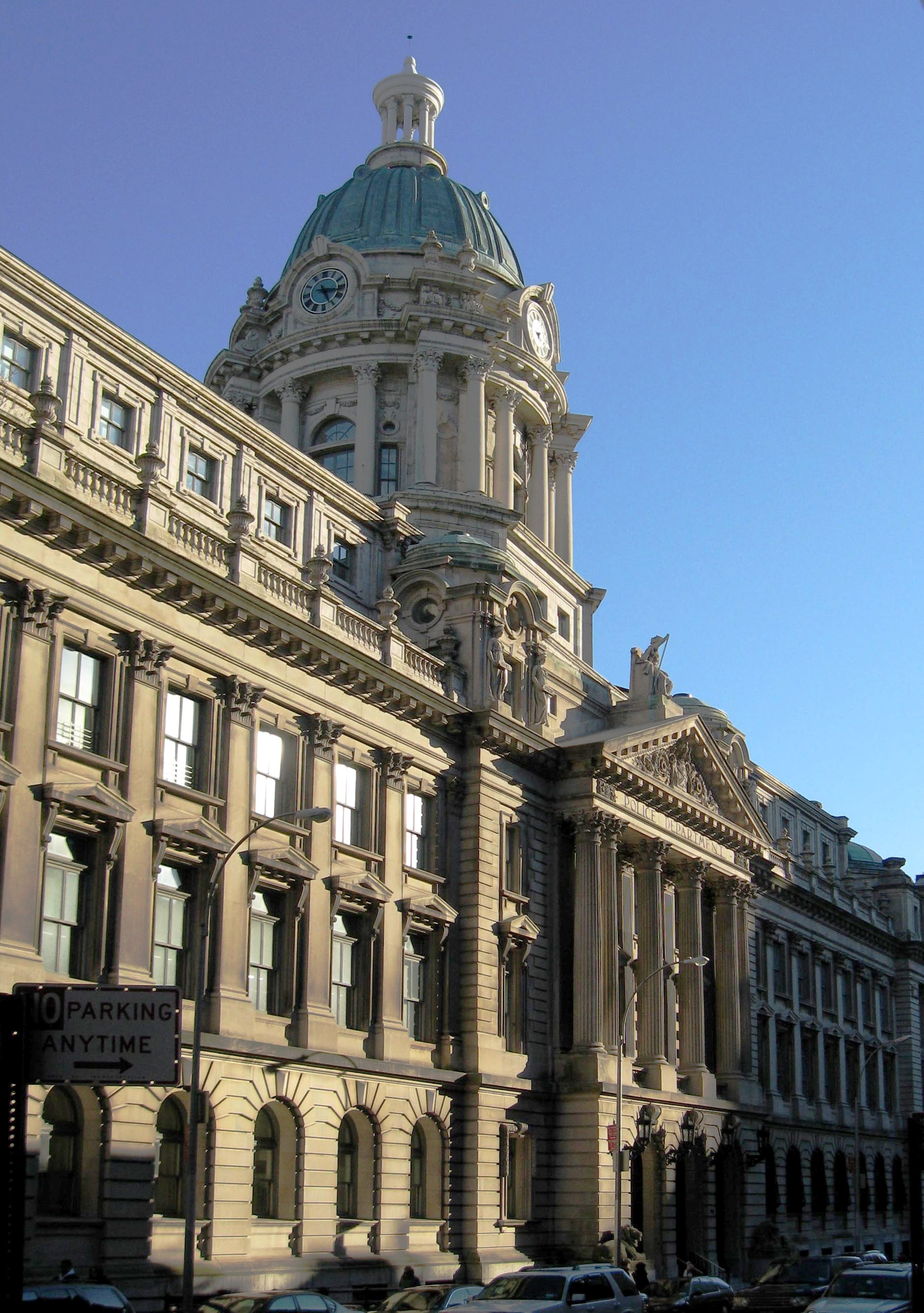
Les anciens quartiers généraux du NYPD, au 240 Centre Street entre les rues Broome et Grand